# 피스톨

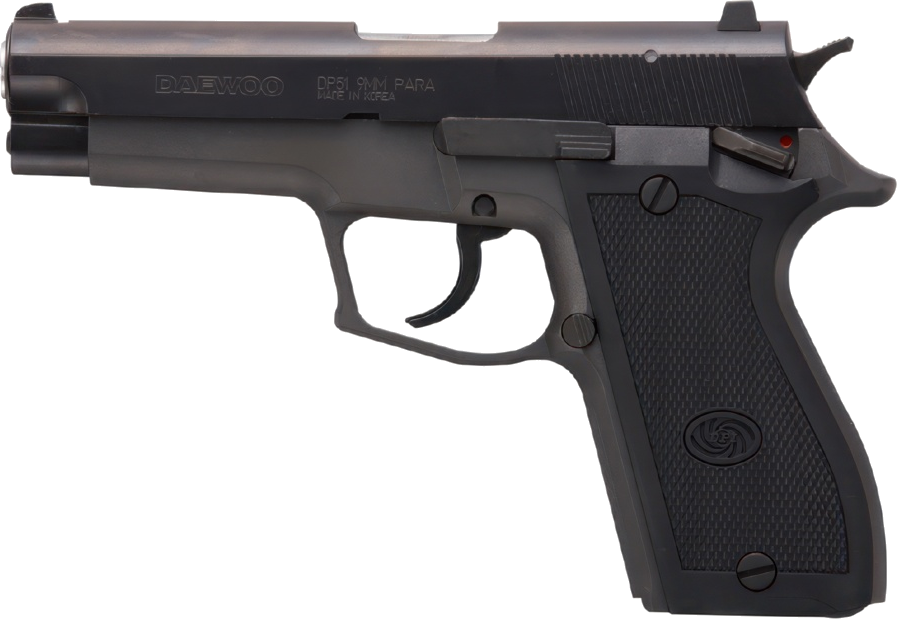
K5 권총의 모습.

피스톨(영어: Pistol)이란 약실이 총신과 일체가 되어 있는 권총으로, 흔히, 슬라이드식 권총이라 부른다. 약실이 총신에서 분리되는 리볼버와는 구분된다.
피스톨에는 반자동 권총, 기관권총이 있다.

## 역사
피스톨은 16세기에 기원하며, 초기 권총들은 유럽에서 생산되었다. 영어 낱말 pistol은 1570년 경 중세 프랑스어 pistolet(1550년 경)에서 도입된 것이다.

## 같이 보기
- 권총 목록
- 권총
- 리볼버